# Comepecados
Los términos "comepecados" o "devorador de pecados" se aplican a la persona que, mediante rituales, toma por medio de la comida y la bebida los pecados del habitante de una casa, normalmente recién fallecido, y así permitía que esa persona descansara en paz. En el estudio del folklore, el "comepecados" se considera una forma de magia religiosa.
La tradición cuenta que este ritual se practicaba en algunas regiones de Inglaterra y Escocia; perduró hasta finales del siglo XIX o principios del XX en Gales y en las marcas galesas colindantes de Shropshire y Herefordshire, así como en ciertas partes de los Apalaches en los Estados Unidos. Generalmente, lo llevaban a cabo mendigos, y algunos pueblos contaban con sus propios "comepecados". Los conducían junto al lecho de muerte de un creyente; ahí un familiar colocaba una hogaza de pan en el pecho del difunto y pasaba una jarra de cerveza sobre el cadáver. Tras rezar una oración o recitar el ritual, el "comepecados" bebía de la jarra y tomaba el pan del pecho para comérselo, gesto con el cual se traspasaban al pan los pecados del difunto.

## Historia
Aunque la figura del "comepecados" ha tenido diversas referencias en la cultura moderna, algunas cuestiones como la frecuencia de sus prácticas, en qué regiones del mundo se desarrollaban y cómo interactuaban los "comepecados", las autoridades religiosas y la gente corriente permanecen en gran medida sin estudiar y limitadas al ámbito del folklore.

Una leyenda local de Shropshire, Inglaterra, acerca de la tumba de Richard Munslow, el último "comepecados" del área, fallecido en 1906, dice así:

"Al comer pan y beber cerveza, y dando un breve discurso en su tumba, el comepecados tomaba para sí los pecados del fallecido". El texto del discurso es el siguiente: "Te doy alivio y descanso ahora, querido hombre. No vengas por nuestros caminos o a nuestros prados. Y por tu paz empeño mi propia alma. Amén".

El libro de 1926 Funeral Customs ("Costumbres funerarias"), de Bertram S. Puckle, menciona a un comepecados:

"El profesor Evans, del colegio presbiteriano Carmarthen, vio realmente a un comepecados alrededor del año 1825, el cual vivía entonces cerca de Llanwenog, Cardiganshire. Aborrecido por los supersticiosos aldeanos como algo sucio, el propio comepecados se abstuvo de cualquier intercambio social con sus congéneres debido a la vida que había elegido; vivió solo en un lugar remoto, y aquellos que tuvieron la oportunidad de conocerlo lo evitaron como harían con un leproso. Se asociaba a este desgraciado con los espíritus malignos, inclinado a la brujería, conjuros y prácticas impías; solo lo buscaban cuando tenía lugar una muerte y, tras cumplir su cometido, quemaban el cuenco de madera y el plato de los cuales había comido los alimentos que le habían acercado o colocado sobre el cadáver para su consumo".

Howlett menciona al "comepecados" como una antigua costumbre en Hereford y describe así la práctica: "Sacan el cadáver de la casa y lo colocan en un féretro; se colocaba sobre el cadáver una hogaza de pan para el "comepecados, así como un tazón de madera de arce lleno de cerveza. Una vez consumidos ambos, se le daba una propina de seis peniques como agradecimiento por tomar para sí mismo los pecados del difunto, quien, ya liberado, no caminaría después de muerto.
En la cultura Azteca, al final de la vida de un individuo, se le permitía confesar sus fechorías a Tlazolteotl, la diosa de la tierra, y de acuerdo con la leyenda, esta le limpiaba el alma "comiéndose su suciedad".